# Wylie (Teksas)
Wylie je grad u američkoj saveznoj državi Teksas. Prema popisu stanovništva iz 2010. u njemu je živjelo 41.427 stanovnika.